# Glue (televíziós sorozat)
A Glue egy angol televíziós dráma, amelyet az E4-en mutattak be. Jack Thorne írta és rendezte. 2014. szeptember 14-én debütált, november 3-án vetítették az utolsó részt, ezzel lezárva a 8 részt. A cselekmény a 14 éves Cal Bray barátai körül forog, akit holtan találnak. A nyomozás során sötét titkokra derül fény, megbújva a kívülről tökéletesnek tűnő angliai vidék mögött.

## Gyártás
A szereplőket 2014. április 2-án jelentették be, a forgatásra Berkshire-ben került sor.

## Szereplők
Fő karakterek
- Yasmin Paige, mint Ruth Rosen
- Jordan Stephens, mint Rob Kendle
- Billy Howle, mint James Warwick
- Charlotte Spencer, mint Tina Fallon
- Jessie Cave, mint Annie Maddocks
- Callum Turner, mint Eli Bray
- Faye Marsay, mint Janine Riley/Elizabeth Marshall
- Tommy Lawrence Knight, mint Caleb "Cal" Bray
- Tommy McDonnell, mint Dominic Richards

A többiek
- Kerry Fox, mint Jackie Warwick
- Adrian Rawlins, mint Simson nyomozó (DCI)
- Griffin Stevens, mint Ian Salter
- Christine Tremarco, mint Nadya Rosen
- Kierston Wareing, mint Joyce Fallon
- Tony Hirst, mint Simon Kendle
- Victoria Wicks, mint Susanna Marshall
- Phoebe Waller-Bridge, mint Bee Warwick
- Hana Luheshi, mint Marah
- Ben Pettengell, mint Benji
- Dean-Charles Chapman, mint Chris

## Epizódok
| #  | Cím          | Rendező         | Író                                           | Premier              | Nézettség |
| -- | ------------ | --------------- | --------------------------------------------- | -------------------- | --------- |
| 1. | Everyone     | Daniel Nettheim | Jack Thorne                                   | 2014. szeptember 15. | 737 000   |
| 2. | James/Janine | Daniel Nettheim | Jack Thorne                                   | 2014. szeptember 22. | 216 000   |
| 3. | Eli/Rob      | Olly Blackburn  | Laura Lomas                                   | 2014. szeptember 29. | 147 000   |
| 4. | Tina/Dominic | Olly Blackburn  | Kieran Prendiville, Laura Lomas & Jack Thorne | 2014. október 6.     | 369 000   |
| 5. | James/Cal    | Olly Blackburn  | E.V. Crowe                                    | 2014. október 13.    | 277 000   |
| 6. | Rob/Tina     | Cathy Brady     | Jack Thorne                                   | 2014. október 20.    | 260 000   |
| 7. | Ruth/Eli     | Daniel Nettheim | John Donnelly & Jack Thorne                   | 2014. október 27.    | 437 000   |
| 8. | Everyone     | Daniel Nettheim | Jack Thorne                                   | 2014. november 3.    | 187 000   |

## Fogadtatás
A Digital Spy „kihagyhatatlan”-nak jellemezte a sorozatot, majd hozzátették, hogy „olyan krimi, amitől elszáll az agyad”. A The Independent is pozitívan nyilatkozott.

## Fordítás
- Ez a szócikk részben vagy egészben  a   Glue (TV series) című angol Wikipédia-szócikk ezen változatának fordításán alapul.  Az eredeti cikk szerkesztőit annak laptörténete sorolja fel. Ez a jelzés csupán a megfogalmazás eredetét és a szerzői jogokat jelzi, nem szolgál a cikkben szereplő információk forrásmegjelöléseként.